# 坪山区
坪山區是中华人民共和国广东省深圳市东北部的一个市辖区，东靠惠州市大亚湾区，南连大鹏半岛，西邻盐田港，北面是龙岗区中心城。2009年由龙岗区劃出成立坪山新区，2016年正式成立行政区，區人民政府駐坪山大道333號。
坪山區是客家人進入深圳的主要聚居地，是深圳客家文化主要發源地、傳承地，有大萬世居、龍田世居等客家圍屋。本土文化坪山麒麟舞、腰鼓舞分別被列入省、市級非物質文化遺產保護項目。

## 歷史

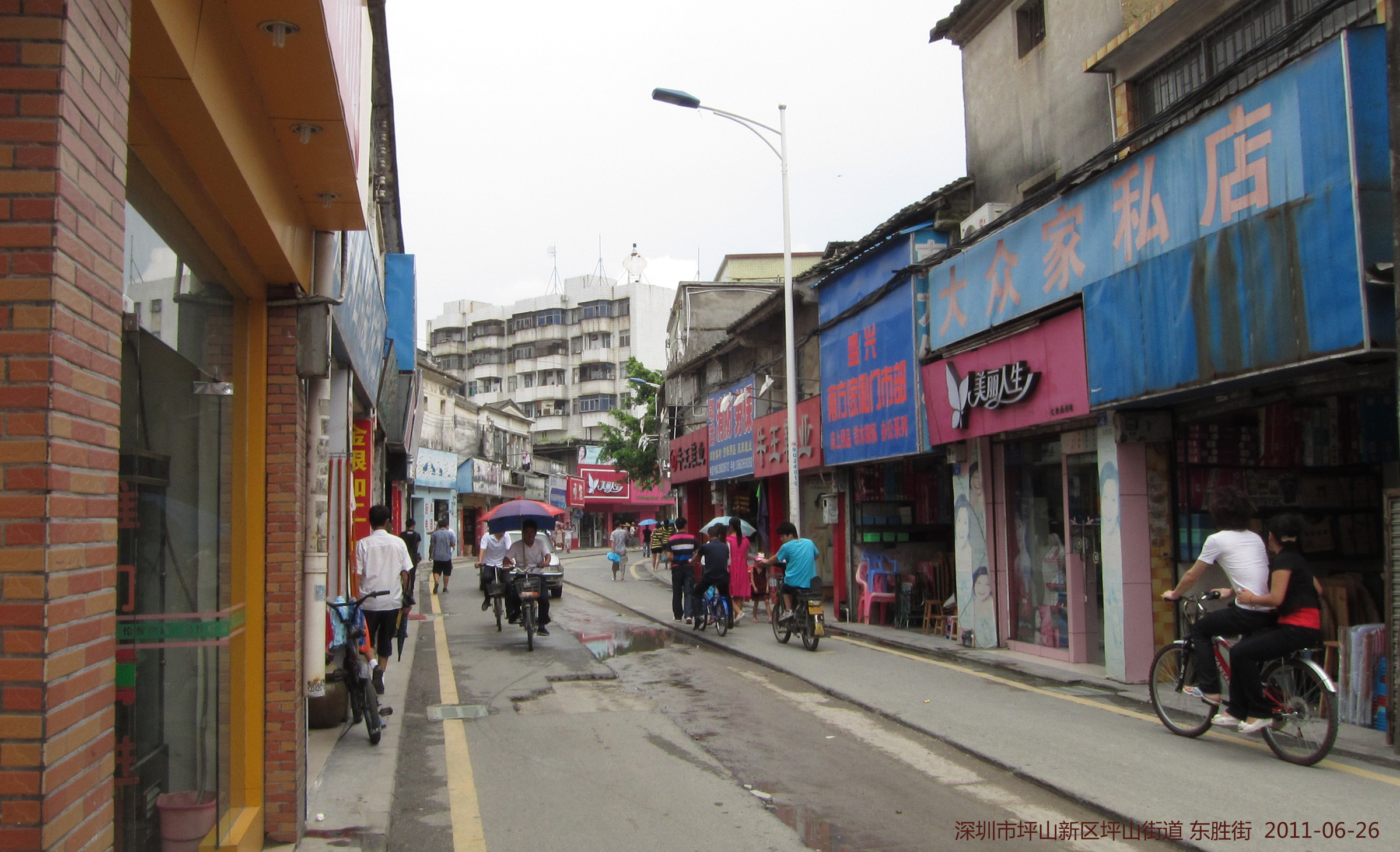
2011年的坪山 东胜街

2009年6月30日，中共深圳市委、深圳市人民政府宣布：成立坪山新区，管辖坪山街道和坑梓街道及原深圳市大工业区，原深圳市大工业区管理委员会同时更名为深圳市坪山新区管理委员会，标志着坪山新区正式揭牌运作。坪山新区的成立是该片区管理体制的调整，而不涉及行政区划的变化，其性质和原光明新区（現光明區）相同。
2016年10月16日调整为坪山区，管辖坪山、坑梓2个街道。2017年1月7日，坪山区正式挂牌成立。
| 深圳市行政区划图                                                                     |
| ------------------------------------------------------------------------------------ |
| 罗湖区 福田区 南山区 宝安区 龙岗区 盐田区 坪山区 龙华区 光明区 大鹏新区 （属龙岗区） |

## 地理
由坪山街道和坑梓街道及原深圳市大工业区的区域构成坪山区，总面积166平方公里，实际管理人口约67万人，其中户籍人口约5万人。面积超过罗湖区、福田区。

## 行政区划
2016年10月19日，坪山区原有的坪山、坑梓两个办事处划分为坪山街道、马峦街道、碧岭街道、石井街道、坑梓街道、龙田街道。

## 人口
截至2021年末，坪山區常住人口總數56.65萬人。其中，常住户籍人口14.17萬人，佔常住人口比重25%；常住非户籍人口42.48萬人，佔比75%。

## 交通

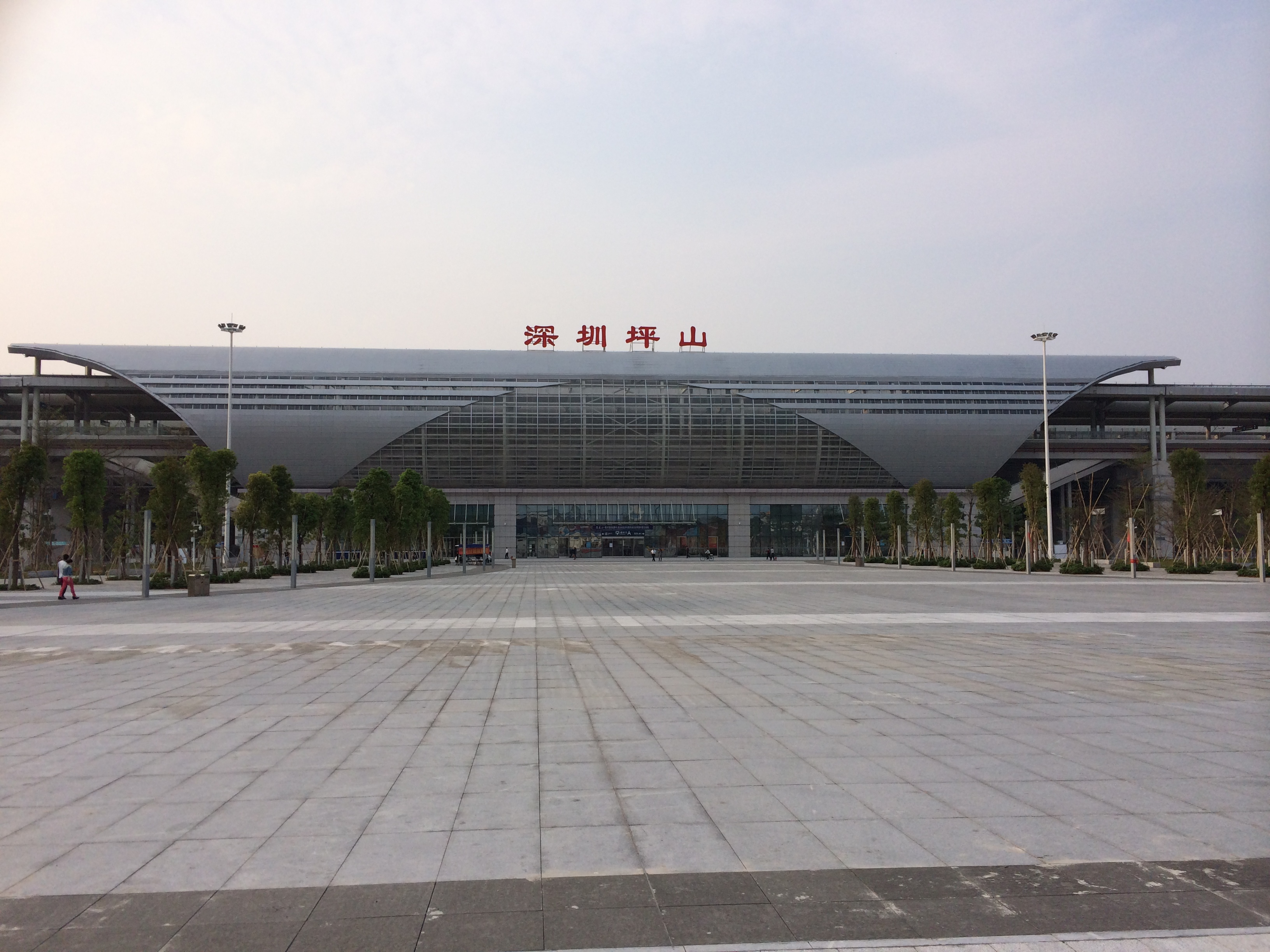
深圳坪山站（位於坪山区與龙岗區交界）

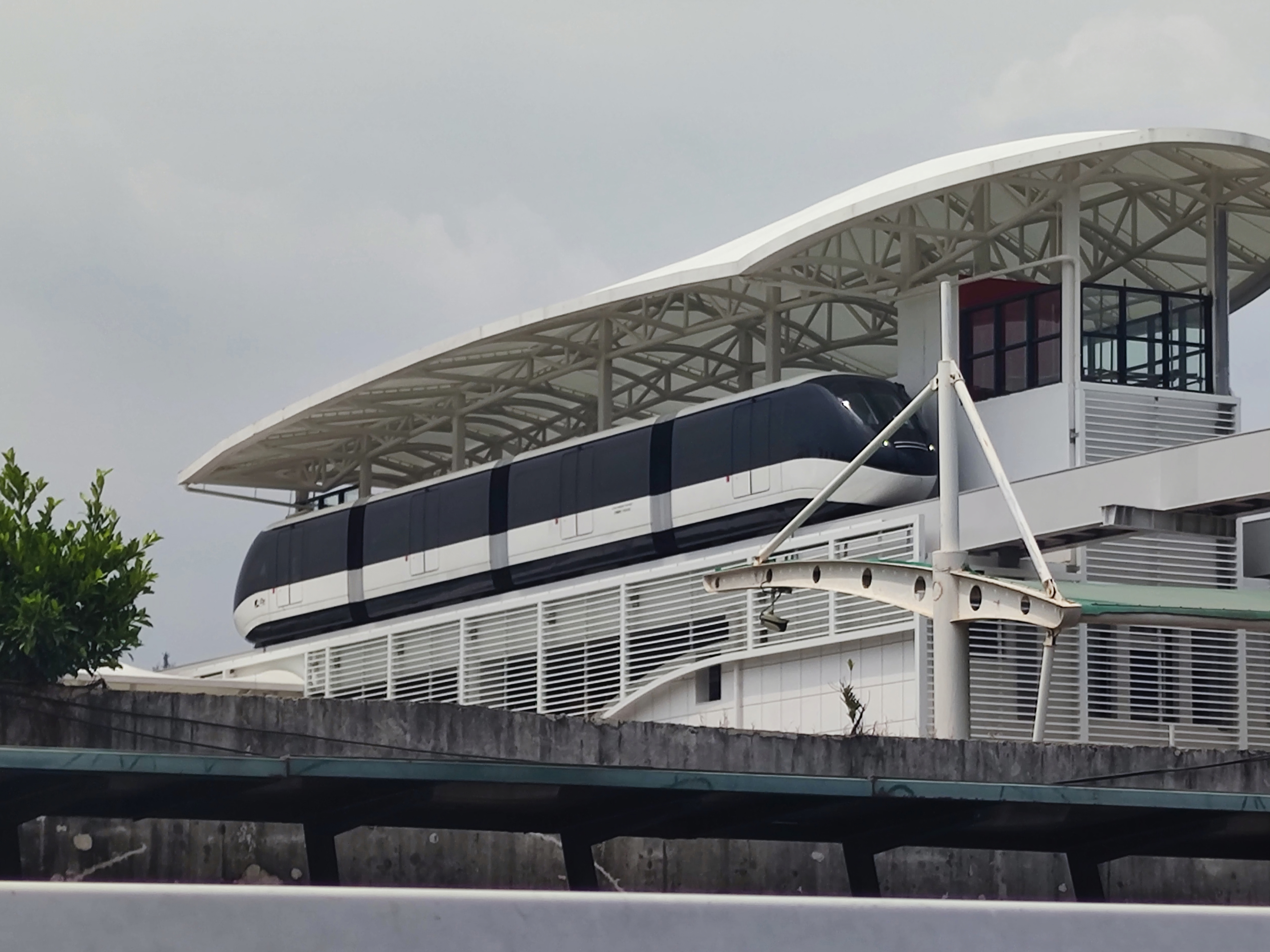
停靠在坪山中心站的坪山云巴1号线列车

### 公路
- 深汕公路
- 坪山大道
- 丹梓大道
- 比亚迪路
- 南坪快速路
- 坪盐通道
- 沈海高速公路
- 深圳外环高速

### 鐵路
深圳地铁█14号线、█16号线、坪山云巴1号线、厦深铁路经过坪山区，其中：
█14号线為坪山區第一條地鐵線,车站有锦龙站、坪山围站、坪山广场站、坪山中心站、坑梓站、沙田站
█16号线的车站有坪山站、新和站、六和站、坪山围站、坪环站、东纵纪念馆站、沙壆站、燕子湖站、石井站、技术大学站、田心站
坪山云巴1号线的全部车站
厦深铁路在坪山区设有深圳坪山站

## 語言
大部份為客家居民為主，全區通用客家話。